# 踊るやくざシリーズ
踊るやくざシリーズ（おどるやくざしりーず）は、飛野悟志主催のシアターバロックの舞台作品である。「パンチパーマのやくざが見たい」の一言で始まったこの作品は女組長率いる大和組が奮闘する姿を描いた義理人情物語。関東京亜会幹部・袴田組組長の命令で、弱小組大和組の再建を余儀なくされた元・袴田組の小林清志郎を中心に毎公演様々なメッセージを見ている人々に届けている。開演前にロビーや客席で行われる歓迎芝居も今作品の売りの一つ。ヤクザが所狭しと歩き周り、どこまでが現実でどこからが芝居なのか分からない演出となっている。2002年からスタートし、2009年には観客総動員数27000人を突破。舞台の枠を越え、Vシネマにもなっている。『踊るやくざ（おどるやくざ）』と呼ばれる事も多い。

## 概要
2002年から2013年までに舞台23作品、Vシネマ2作品が制作された。脚本は武田直樹（一部除く）、演出は飛野悟志。スタート当初は三部作の予定だったが二作目“極道レビュー”上演時に、某演劇番組のプロデューサーから「これは絶対に当たる！でも日本の演劇事情からして三部作では無理だ。シリーズ化して暫く続けてみたほうがいい！」とのお墨付きを頂戴したことから十回連続公演を無理やり計画。周りの反対を押し切っての二カ月おき新作上演は三作目にして追加公演を行う舞台へと勢いづいた。気をよくしたマネージャーが満を持して、前述のプロデューサーにＴＶ中継を申し出たところ、「ウチではヤクザ物は流せんよ」と一蹴される。 2005年に十作目を上演した後、宮川大助・花子に作品を買われ、吉本興業制作で大阪公演を上演。ファンからの再演を望む声に2006年～アンコールシアターと銘打って再演を制作。その後は「踊るやくざ第二章」として新メンバーでの公演を上演している。また舞台公演以外に「大和魂」としてLIVE活動を行う。
2013年にはROY Entertainment Japan Limitedでのスポンサー興業となり、主演に女子プロレスラーの朱里を迎え大盛況で終演した。

## 出演

### 旧レギュラー
- 関東京亜会大和組組長・大和美紗緒（宮下樹里）
- 関東京亜会大和組若頭・小林清志郎（飛野悟志）
- 関東京亜会大和組若頭補佐・熊谷直行（水野直）
- 関東京亜会大和組組長付・管沢金造（飛龍）
- 関東京亜会大和組親衛隊・魁勝子（三橋優子）
- 関東京亜会袴田組組長・袴田利光（武智大輔）
- 関東京亜会袴田組組長子女・袴田麻里菜（田代結香）
- 関東京亜会袴田組若頭補佐・高井辰次（松井宗但）
- 関東京亜会袴田組組員・平賀譲二（中澤剛志）
- 関東京亜会袴田組姐御・千夏（麻田麻夕）
- レビューバー「桃源郷」ママ・楠礼子（中川真希）

### 新レギュラー
- 関東京亜会大和組若頭・小林清志郎（飛野悟志）
- 関東京亜会大和組若頭補佐・宗方周二（水木竜司）
- 関東京亜会大和組金庫番・香山吟（相川喬）
- 関東京亜会袴田組組長・袴田正宗（レギュラーゲスト：堀田眞三）
- 関東京亜会袴田組子女・袴田麻里菜（田代結香）
- 関東京亜会袴田組組長付・黒澤泰行（米倉啓）
- BER「不夜城」マスター・魁鉄郎（松本浩治）

### ゲスト
※以下、順不同。
- 川本淳市
- 宮川花子
- 家田荘子
- 海津義孝
- 齋藤彩夏
- 駿河幸太郎（チャンバラJr）
- 仲村浩
- 風間ルミ
- 島田洋八
- 横井美帆
- 新宿鮫（アパッチプロレス軍）
- 幹てつや
- 滝川健
- 朱里
- 渡辺友子　、他。

## シリーズ一覧
| 作数 | 公演日     | タイトル                                   | ゲスト                       | 劇場                             |
| ---- | ---------- | ------------------------------------------ | ---------------------------- | -------------------------------- |
| 1    | 2002年12月 | 群狼義侠伝～極天の毅魂                     | 川本淳市                     | 六行会ホール                     |
| 2    | 2003年5月  | 極道レビュー～奪われた絆～                 | 川本淳市                     | 東京芸術劇場小ホール２           |
| 3    | 2003年8月  | 踊る大極道線～タイムブリッジで大江戸せよ～ | 川本淳市                     | 東京芸術劇場小ホール２           |
| 4    | 2004年3月  | 極道夜想曲～小林清志郎が銃弾に倒れた日     | 中原和宏                     | 萬劇場                           |
| 5    | 2004年6月  | YAKUZA-MAN                                 | 南原健朗                     | 東京芸術劇場小ホール２           |
| 6    | 2004年8月  | やくざ達のROMEO&JULIET'04                  | 赤丸正幸                     | 東京芸術劇場小ホール２           |
| 7    | 2004年10月 | 極道たちの校歌                             | TAKA                         | 東京芸術劇場小ホール２           |
| 8    | 2005年1月  | 極道人生いばら道                           | 海津義孝, 駿河幸太郎         | 六行会ホール                     |
| 9    | 2005年3月  | たかがヤクザ、されど極道                   | 風間ルミ                     | カメリアホール                   |
| 10   | 2005年5月  | 命ある限り極道として                       | 宮川花子, 家田荘子           | 東京芸術劇場小ホール２           |
| 11   | 2005年8月  | その後の仁義なき･･･                        | 齋藤彩夏                     | 萬劇場                           |
| 12   | 2005年10月 | 極道人生いばら道～大阪上陸編～             | 宮川大助主演                 | 一心寺シアター倶楽               |
| 13   | 2006年1月  | アンコールシアター①ええじゃないか極道烈伝  | 横井美帆                     | 六行会ホール                     |
| 14   | 2006年9月  | アンコールシアター②極道夜想曲・Ⅱ           | 新宿鮫（アパッチプロレス軍） | TACCS1179                        |
| 15   | 2006年12月 | アンコールシアター③YAKUZA-MAN’06           | 五十嵐三南子                 | TACCS1179                        |
| 16   | 2007年2月  | アンコールシアター④極道シェイクスピア      | ジャームスオカダ             | 六行会ホール                     |
| 17   | 2007年5月  | アンコールシアター⑤極道たちの校歌Ⅱ         | 古藤一聡                     | 恵比寿エコー劇場                 |
| 18   | 2007年8月  | 極道行脚夢戦                               | 幹てつや, 坂本三成           | シアターVアカサカ                |
| 19   | 2008年1月  | 番外編「極楽トンボの終わらない明日」       | 島田洋八                     | シアターグリーンBIG TREE THEATRE |
| 20   | 2008年10月 | 体感芝居「極道LIVE」                       | 山前五十洋                   | 元麻布ギャラリー                 |
| 21   | 2009年1月  | 眠れぬ夜の極道                             | 滝川健                       | 川崎市アートセンター             |
| 22   | 2009年8月  | 嗚呼、極道青春物語                         | 堀田眞三                     | 六行会ホール                     |
| 23   | 2013年1月  | 極道協奏曲                                 | 堀田眞三, 朱里, 渡辺友子     | 六行会ホール                     |

### 第12作目・大阪公演経緯
シリーズ八作目 「極道人生いばら道」 に吉本興業の駿河幸太郎（チャンバラJr）が出演したことから、ある日突然、宮川大助が稽古場を覗きに来る。宮川大助はその立体演出と無駄のない演技（本人談）に感激し、本番には宮川花子をはじめとする弟子一門を観劇の為だけにわざわざ引き連れて上京する。その後もマネージャーや吉本興業所属の芸人らが観劇に訪れ、十作目には宮川花子と「極道の妻たち」の原作者・家田荘子がゲスト出演することとなった。
その後、宮川大助の「踊るやくざを大阪の人たちにも見せたい！」 という鶴の一声から、宮川花子プロデュース（製作：吉本興業）による大阪公演が決定した。

## Vシネマ
第一弾は、2005年公開。安藤希を主演に迎え、唐渡亮、宮川大助（友情出演）などが脇を固める。単館公開もされ、初荷ロッドは4500本を記録している。プロデューサーから『踊るやくざ』という名前を買われ、作品タイトルも舞台と同名のままである。レンタルショップでもリリース。第二弾は2012年公開。真樹日佐夫の遺作となった。
第1弾『踊るやくざ 組長は、わたし？』（2005）
監督：友松直之
脚本：大河原ちさと
プロデューサー：池田勝る、大高佐友里
出演：安藤希、唐渡亮、里見要次郎、飛野悟志、仲村浩、飛龍、水野直、宮下樹里、宮川大助（友情出演）
企画・製作：（有）ファイナルバロック
原作：武田直樹
第2弾『踊るやくざ YAKUZA-MAN参上！』（2012）
監督：中原敦
脚本：飛野悟志、ながせきいさむ
プロデューサー：村瀬正憲
出演：須山るみ、飛野悟志、堀田眞三、藤原喜明、風間ルミ、ドクターHIRO、武蔵拳、真樹日佐夫（特別出演）
企画・製作：（有）ファイナルバロック
原作：武田直樹

## 応援メッセージを送った著名人
舞台観劇後に応援メッセージを送った人々。
- 宮川大助（漫才師）
- 神取忍（女子プロレスラー、参議院議員）
- マックン（芸人：パックンマックン）
- 石田信之（俳優）
- 氏神一番（カブキロックス）
- 吉沢やすみ（漫画家）

## 大和魂
踊るやくざシリーズに出演中の俳優陣がLIVE活動を行う際のグループ名。ファンの方と気軽に触れ合える機会を作ろうとスタートしたLIVE活動だが、LIVE３回と歌番組のレギュラー出演を果たす。